# أيون كوتيلابا
أيون كوتيلابا (مواليد 14 ديسمبر 1993) هو مُقاتل فنون قتالية مختلطة مولدوفي.

## وصلات خارجية
- أيون كوتيلابا على موقع يو إف سي (الإنجليزية)
- أيون كوتيلابا على موقع شيردوغ (الإنجليزية)
- أيون كوتيلابا على موقع Tapology.com (الإنجليزية)
- أيون كوتيلابا على موقع IMDb (الإنجليزية)